# NGC 2321
NGC 2321 je galaksija u zviježđu Risu.

## Vanjske poveznice
- SEDS: NGC 2321